# Mastkräuter
Die Mastkräuter (Sagina) sind eine Pflanzengattung innerhalb der Familie der Nelkengewächse (Caryophyllaceae). Die etwa 25 Arten sind fast weltweit verbreitet.

## Beschreibung

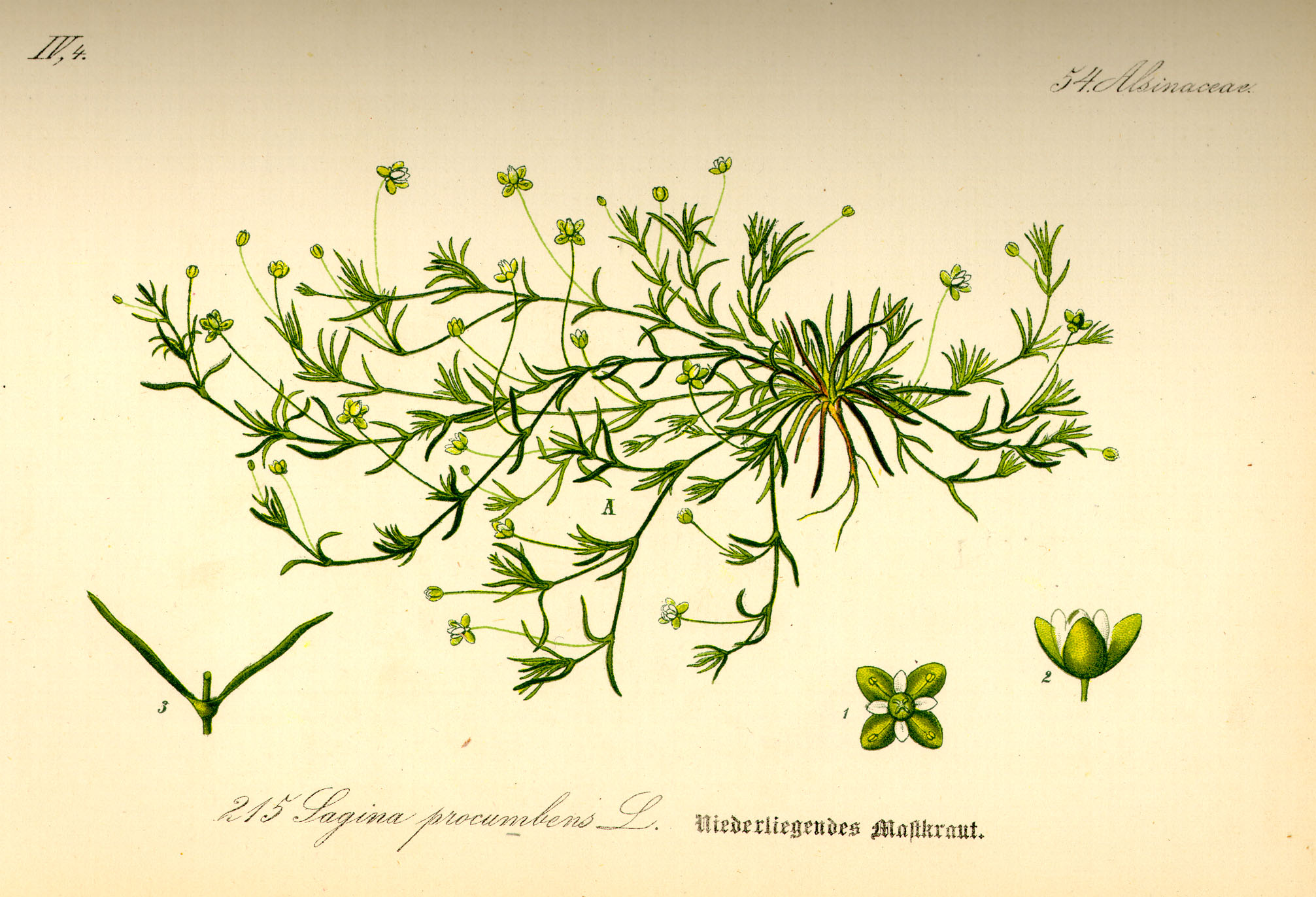
Illustration des
Niederliegenden Mastkrauts (Sagina procumbens)

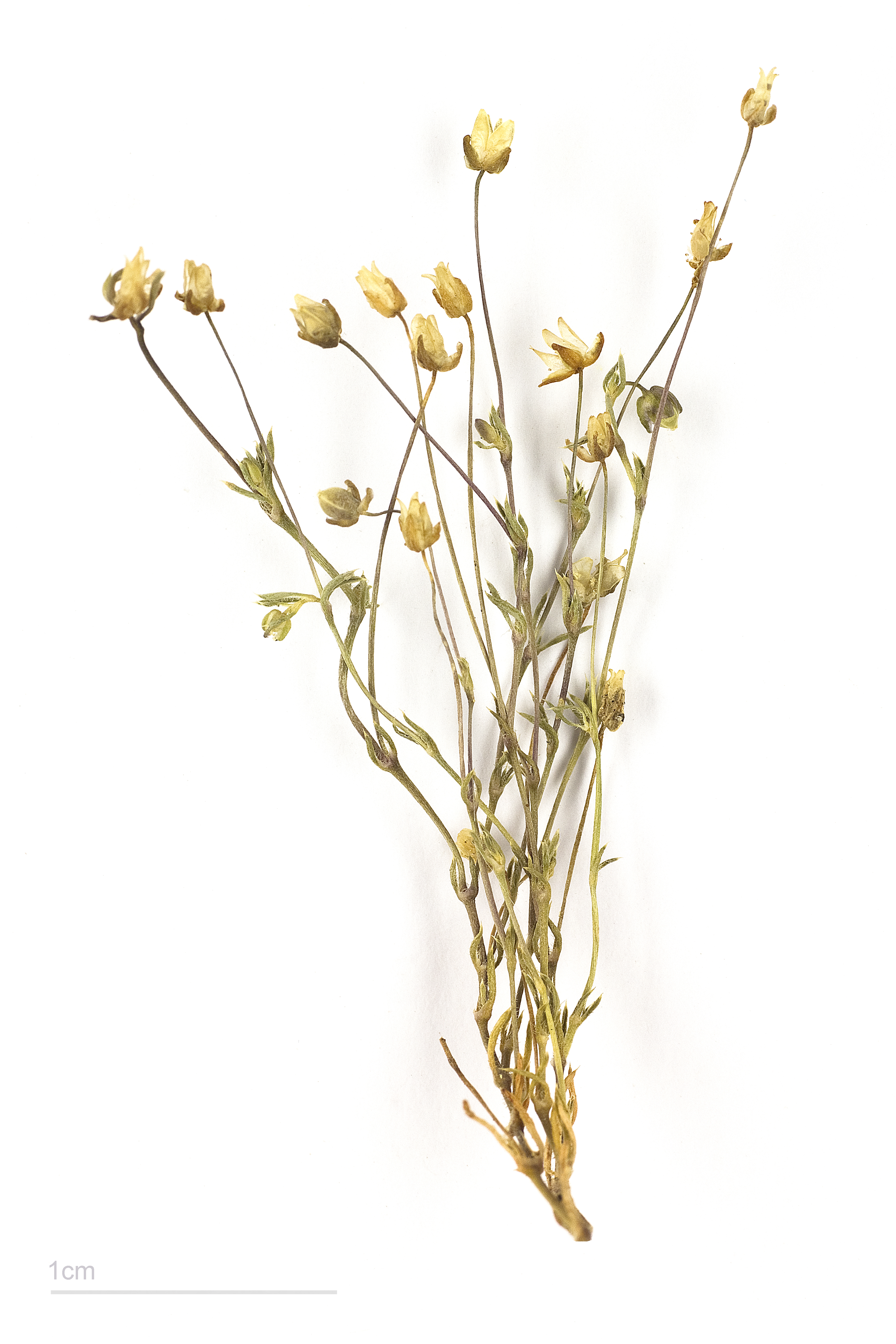
Kapselfrüchte des Kronblattlosen Mastkrauts (Sagina apetala)

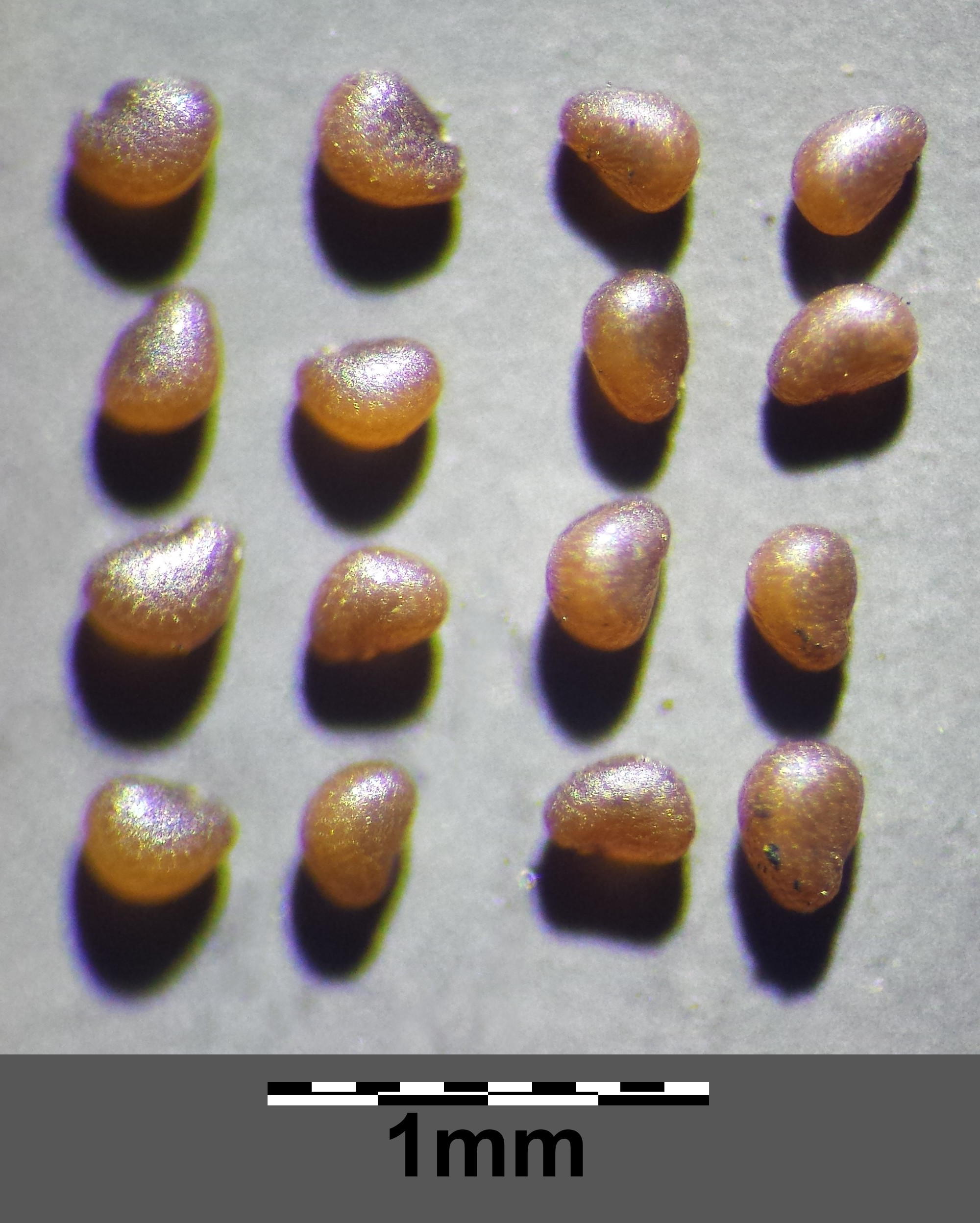
Nierenförmige Samen des
Niederliegenden Mastkrauts (Sagina procumbens)

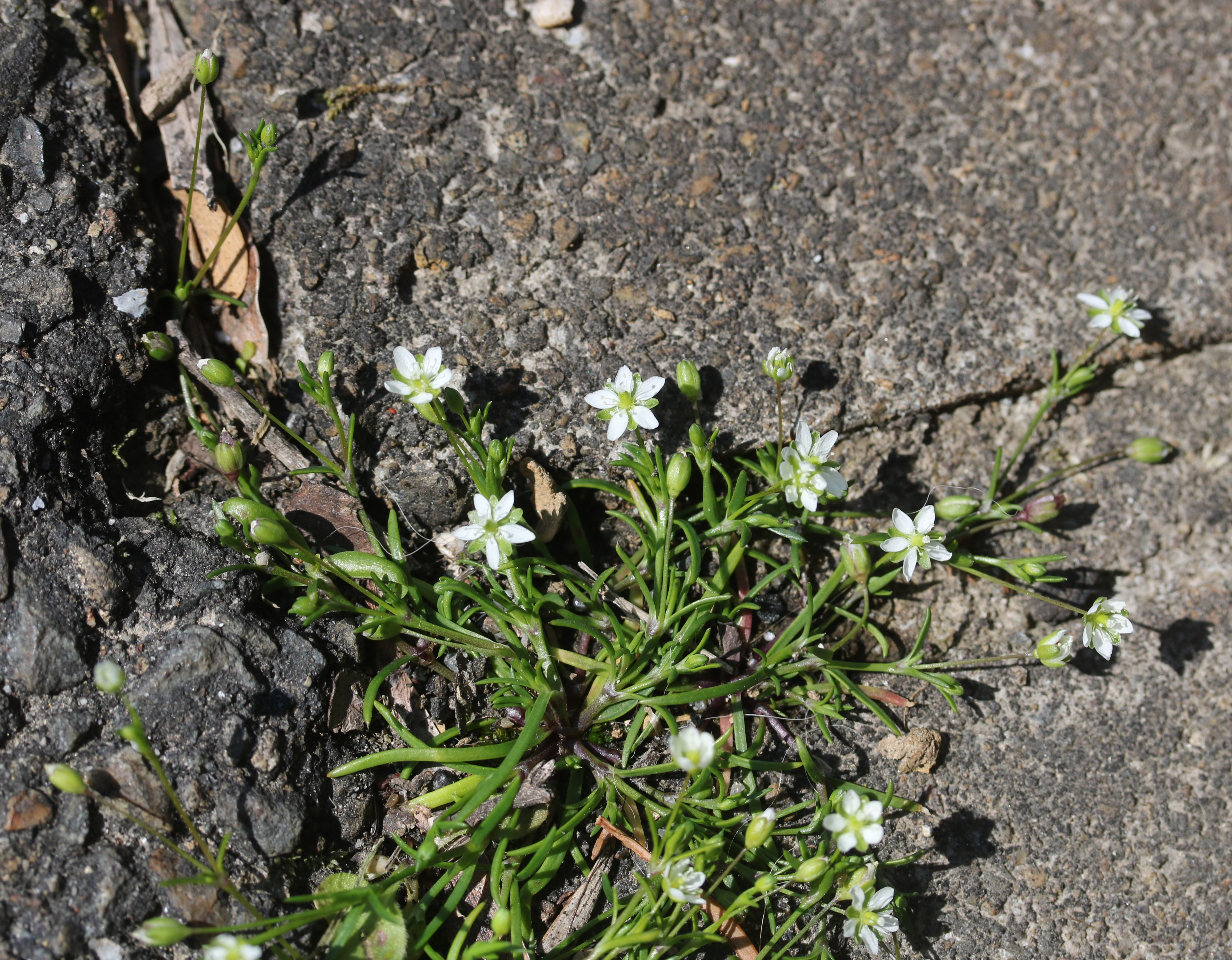
Sagina japonica

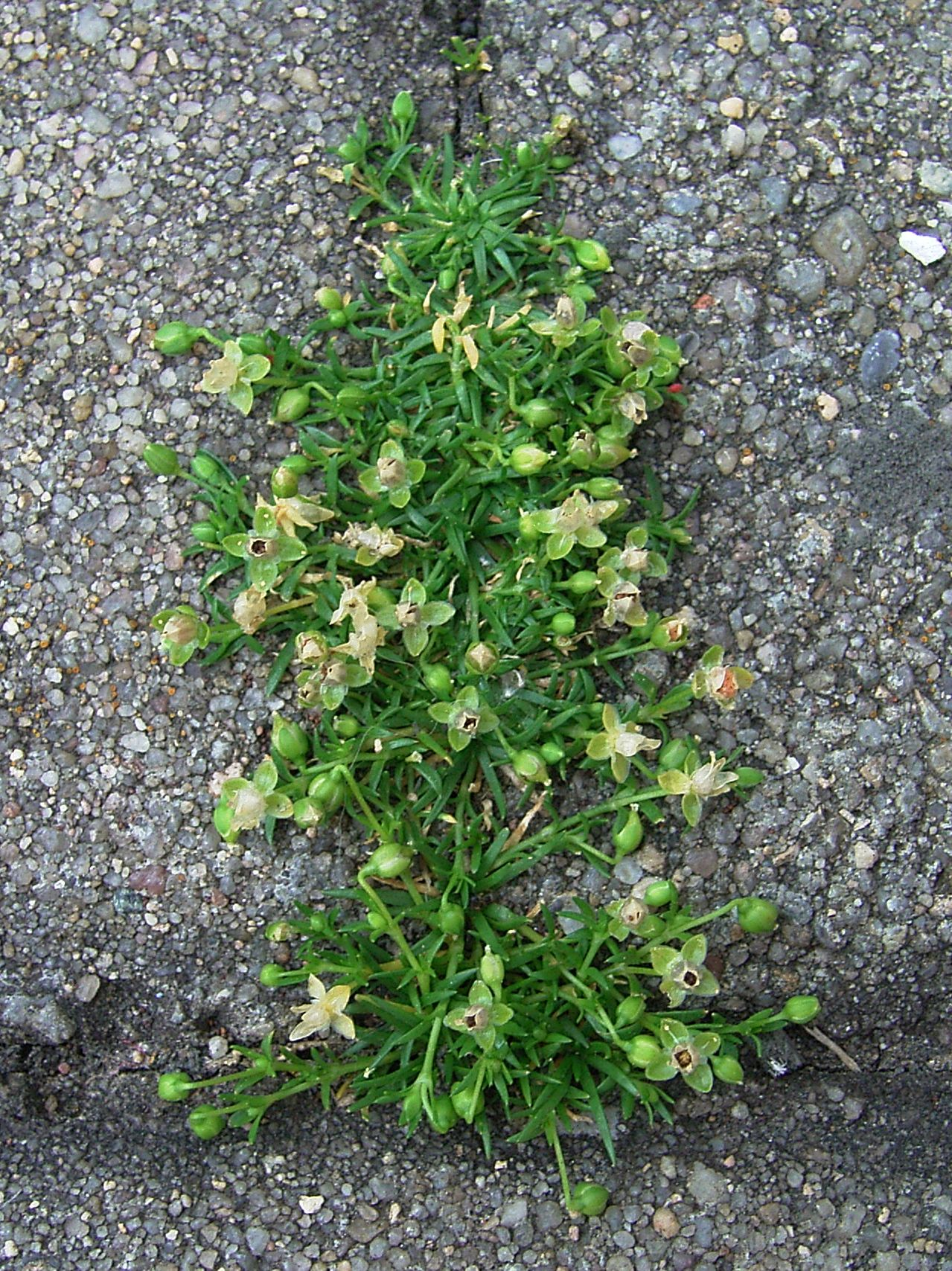
Niederliegendes Mastkraut (Sagina procumbens)

### Vegetative Merkmale
Die Mastkraut-Arten sind kleine einjährige oder ausdauernde krautige Pflanzen. Sie bilden häufig Rasen. Die Stängel sind niederliegend oder aufsteigend.
Die Laubblätter sind gegenständig und am Grund verwachsen. Die Blattform ist linealisch oder pfriemlich. Die Blattspitze kann eine Stachelspitze sein. Die Spreite ist kahl oder am Rand bewimpert. Nebenblätter fehlen.

### Generative Merkmale
Die Blüten stehen einzeln oder in wenigblütigen Dichasien. Die Blütenstiele sind dünn, in der Regel aufrecht oder nach der Anthese unterhalb des Kelchs hakenförmig abwärts gebogen und zur Fruchtreife biegt sich der Stiel wieder nach oben.
Die zwittrigen Blüten sind vier- oder fünfzählig, meist mit doppelter Blütenhülle, selten fehlen die Kronblätter. Die fünf Kelchblätter sind frei und stumpf, seltener kurz zugespitzt. Die fünf Kronblätter sind ganzrandig und weiß, häufig sehr klein und manchmal fehlend. Es sind vier, fünf, acht oder zehn Staubblätter vorhanden. Am Grunde besitzen sie eine Nektardrüse. Vier oder fünf Fruchtblätter sind zu einem eiförmigen Fruchtknoten verwachsen. Ebenso gibt es vier oder fünf Griffel.
Die Kapselfrüchte sind eiförmig und springen vier- oder fünfklappig auf. Die Fruchtklappen sind stumpf. Die zahlreichen Samen sind dunkelbraun und bei einem Durchmesser von 0,2 bis 0,5 Millimeter nierenförmig.

## Ökologie
Die Blüten sind homogam, protandrisch oder protogyn. Die Öffnungszeit (Anthese) ist meist kurz. Die Bestäubung erfolgt durch Insekten (Dipteren oder Apoiden) oder durch Selbstbestäubung (Autogamie).
Diasporen sind die Samen. Die Ausbreitung der Samen erfolgt durch Tiere (Endozoochorie) oder Wind (Anemochorie).

## Systematik
Die Gattung Sagina wurde 1753 durch Carl von Linné in Species Plantarum, S. 128 aufgestellt. Ein Synonym für Sagina L. ist Spergella Rchb. Die Gattung Sagina gehört zur Tribus Alsineae in der Unterfamilie Alsinoideae innerhalb der Familie Caryophyllaceae.
Weltweit gibt es rund 25 Arten, von denen zwölf in Europa heimisch sind.
Die in Mitteleuropa vorkommenden Arten sind:
- Sagina apetala agg., bei Fischer und Schmeil-Fitschen Sagina apetala:
- Kronblattloses Mastkraut, Wimper-Mastkraut (Sagina apetala Ard.)[4], bei Fischer und Schmeil-Fitschen Sagina apetala subsp. apetala[5] Schmeil-Fitschen 2001/2002[3]
- Kahles Mastkraut (Sagina glabra (Willd.) Fenzl), Westalpen, Schweiz[5]
- Strand-Mastkraut (Sagina maritima G.Don), an Nord- und Ostsee[5]
- Aufrechtes Mastkraut (Sagina micropetala Rauschert)[6], bei Fischer und Schmeil-Fitschen Sagina apetala subsp. erecta (Hornem.) F.Hermann[5][3]. Anhand der Samen wird gelegentlich eine Form Sagina micropetala Rauschert f. leiosperma (Thell.) Soó unterschieden, die auch als Art Sagina leiosperma (Thell.) Bomble angesehen werden kann[7].
- Knotiges Mastkraut (Sagina nodosa (L.) Fenzl)[5][3]
- Niederliegendes Mastkraut (Sagina procumbens L.)[5][3]
- Alpen-Mastkraut (Sagina saginoides (L.) Karsten)[5][3]
- Pfriemen-Mastkraut (Sagina subulata (Swartz) C.Presl)[5][3]

Im Mittelmeerraum und in anderen Gebieten Europas kommen folgende Arten vor:
- Kronblattloses Mastkraut (Sagina apetala Ard.)
- Sagina boydii F.B.White: Die Heimat ist Großbritannien.[1]
- Sagina caespitosa (J.Vahl) Lange: Sie kommt in Norwegen, Schweden, Island und Spitzbergen vor.[1]
- Kahles Mastkraut (Sagina glabra (Willd.) Fenzl): Die Heimat ist in den Westalpen von Frankreich, Italien und der Schweiz vor.[1]
- Sagina libanotica Rech. f.: Sie kommt im Gebiet von Syrien und Libanon vor.[1]
- Strand-Mastkraut (Sagina maritima Don)
- Sagina melitensis Duthie: Sie kommt in Südeuropa und in der Türkei vor.[1]
- Sagina merinoi Merino: Die Heimat ist Spanien.[1]
- Sagina nivalis (Lindblad) Fr.: Sie kommt in Norwegen, Schweden, Finnland, Russland, Spitzbergen, Island, den Färöer-Inseln und in Großbritannien vor.[1]
- Knotiges Mastkraut (Sagina nodosa (L.) Fenzl)
- Sagina oxysepala Boiss.: Sie kommt in der Türkei vor.[1]
- Sagina pilifera (DC.) Fenzl: Die Heimat ist Korsika und Sardinien.[1]
- Niederliegendes Mastkraut (Sagina procumbens L.)
- Sagina pyrenaica Rouy: Sie kommt in Spanien und Frankreich vor.[1]
- Sagina sabuletorum (J.Gay) Lange: Die Heimat ist Portugal, Spanien und Marokko.[1]
- Alpen-Mastkraut (Sagina saginoides (L.) H.Karst.)
- Pfriemen-Mastkraut (Sagina subulata (Sw.) C.Presl): Die Heimat ist Europa; sie ist in Nordamerika und Neuseeland ein Neophyt.[2]

Weitere Arten sind (Auswahl):
- Sagina chilensis Gay: Sie kommt in Südamerika vor.
- Sagina japonica (Sw.) Ohwi: Sie ist in Asien und Nordamerika verbreitet.
- Sagina maxima A.Gray: Sie ist in Ostasien, in China und in Nordamerika verbreitet.